# 訴諸後果
訴諸後果（英語：appeal to consequences；拉丁語：argumentum ad consequentiam）是一種非形式謬誤，主張由於某結果是好的，因此它是對的；或某結果是壞的，因此是這件事是錯的。
在結果與論述内容无关的狀況下，訴諸後果是謬誤，但若結果與論述有關，那這未必是謬誤。

## 一般形式

### 正面形式
- 如果P成立，會導致Q
- Q是好的
- 因此，P成立

此與一廂情願相似。

從歷史經驗可以知道，增加自由、減少經濟管制，會帶來更多經濟成長，所以主張自由放任、最小化政府角色的自由意志主義是對的。

然而，一項政治經濟政策的正確性，不單取決於經濟成長，因此這個論述有誤。

### 負面形式
- 如果P成立，會導致Q
- Q是不好的
- 因此，P不成立

訴諸武力是此類論證的一種特殊情況。

- 員工：我認為公司投資在這裡不是好主意。
- 老闆：閉嘴！小心我炒你魷魚！

然而，一件投資案的好壞，不取決於當事人的喜好，因此這個論述有誤。

- 太史：大夫崔杼命令手下把國君給殺了，我一定要把這件事給記下來！
- 崔杼：你如果敢寫說我命人殺了國君，我就把你給處死！

然而，一件事情是否該被記載於史書上，不取決於當事人的喜好，因此這個論述有誤。

## 相關概念
- 訴諸武力
- 一廂情願
- 嚇阻
  - 法學上的嚇阻理論
  - 軍事上的威懾理論

## 外部連結
- （英文）Logical Fallacy: Appeal to Consequences（页面存档备份，存于）
- （英文）Fallacy: Appeal to Consequences of a Belief（页面存档备份，存于）